# Jan Kossdorff
Jan Kossdorff (* 25. Oktober 1974 in Wien) ist ein österreichischer Schriftsteller.

## Leben
Jan Kossdorff wuchs in Wien auf. Nach der Matura machte er eine Ausbildung an der Wiener Drehbuchschule, dazu studierte er einige Semester Theaterwissenschaften und Psychologie. Nach ersten Jobs als TV-Autor war er Internetredakteur bei einer großen Tageszeitung und Content-Manager beim Internetprovider yline. Ab 2002 arbeitete er in erster Linie als Werbetexter.
In acht Wochen entstand 2002 der Roman Spam! – ein Mailodram, ein E-Mail-Roman über das Platzen der Dotcom-Blase, blieb aber vorerst unveröffentlicht. 2009 erschien Sunnyboys beim Wiener Milena Verlag, der damit mit seiner Tradition als Frauenverlag brach. Im Jahr darauf kam Spam! heraus.
2013 Veröffentlichung von Kauft Leute, das mehrfach ausgezeichnet wurde. 2016 folgte Leben spielen, nun beim Wiener Deuticke Verlag. 2021 erschien Horak am Ende der Welt bei Milena.
Kossdorff lebt und schreibt in Wien und Altmünster am Traunsee. Er ist Vater von zwei Töchtern. 

## Literarisches Werk
In seinen Romanen erzählt Kossdorff von der Sinnsuche seiner Protagonisten in einer nur vorgeblich effizienten und glatt funktionierenden Geschäfts- und Konsumwelt. 
Alex aus Spam! lehnt sich gegen die falschen Versprechen der New Economy auf und kämpft für eine idealisierte Liebe, die Sunnyboys Clemens und Claudio werden sich nicht einig über die Bedeutung(slosigkeit) ihres kleinen Sonnenstudios, das ihnen als Ausgangspunkt für ihre individuelle Glückssuche dient. Caro sieht sich als Mitarbeiterin eines Franchise-Sklavenmarktes in Kauft Leute mit ihrer eigenen Korrumpierbarkeit konfrontiert. Die erfolglosen Schauspieler Mischa und Sebastian verwandeln in Leben spielen eine Theatertruppe in ein Dienstleistungsunternehmen, und der Schriftsteller Jakob Horak in Horak am Ende der Welt sucht ein Glück, das jenseits des Erfolgs liegt.
Kossdorffs Figuren sind immer clever genug, um die richtigen Fragen zu stellen, scheitern aber gerne an der Angst vor der eigenen Courage. Glück und Selbstverwirklichung sind das große Ziel, die Hindernisse auf dem Weg dorthin sind zu einem nicht geringen Teil selbst gemacht.

## Werke
- Sunnyboys. Roman. Milena, Wien 2009. ISBN 978-3-85286-176-0.
- Spam! – ein Mailodram. Roman. Milena, Wien 2010. ISBN 978-3-852-86187-6.
- Kauft Leute. Roman. Milena, Wien 2013. ISBN 978-3-85286-232-3.
- Leben spielen. Roman. Deuticke, Wien 2016. ISBN 978-3-552-06312-9.
- Horak am Ende der Welt. Roman. Milena, Wien 2021. ISBN 978-3903184770.
- Der glückliche See. Roman. Milena, Wien 2025. ISBN 978-3-903460-36-2.

Für die Bühne:
- Krieg die Sterne. Thomas Sessler Verlag, Wien.

## Auszeichnungen
- 2011 Rom-Stipendium des Bundeskanzleramtes
- 2011 Stipendium des Thomas-Bernhard-Archivs, Gmunden
- 2012 Arbeits-Stipendium des BMUKK
- 2013 Samiel-Award für den besten literarischen Schurken (1. Platz), Stuttgart
- 2013 Buch-Prämie der Stadt Wien
- 2014 Stipendium im Egon Schiele Art Centrum, Český Krumlov, des Landes Oberösterreich
- 2016/17 Projektstipendium für Literatur des Bundeskanzleramtes
- 2018 Dramatikstipendium der Stadt Wien
- 2018/19 Projektstipendium für Literatur des Bundeskanzleramtes